# Sao (księżyc)
Sao (Neptun XI) – mały, nieregularny naturalny satelita Neptuna. Został odkryty przez Matthew Holmana i in. w sierpniu 2002 za pomocą teleskopów naziemnych w Międzyamerykańskim Obserwatorium Cerro Tololo i na Hawajach.
Otrzymał tymczasowe oznaczenie S/2002 N 2. Został nazwany od Sao, jednej z nereid z greckiej mitologii.
Krąży wokół Neptuna w średniej odległości ok. 22 619 000 km, zgodnie z kierunkiem obrotu planety wokół własnej osi. Jedno okrążenie zajmuje Sao ok. 8 lat.